# Françoise d'Orléans (1816-1818)
Pour les articles homonymes, voir Françoise d'Orléans.
Françoise Louise Caroline d'Orléans, née à Twickenham (Londres) au Royaume-Uni le 28 mars 1816 et morte à Neuilly-sur-Seine le 21 mai 1818, princesse du sang, est membre de la maison capétienne d’Orléans.

## Biographie
Françoise d’Orléans, titrée Mademoiselle de Montpensier, est le cinquième des dix enfants du roi des Français Louis-Philippe Ier et de Marie-Amélie de Bourbon-Siciles. Elle nait dans la villa de Orleans House lors de l'exil de ses parents en Angleterre. Elle est baptisée dans la chapelle privée de ses parents à Twickenham, le 20 juillet 1816 et tenue sur les fonts baptismaux au nom de François, prince héréditaire des Deux-Siciles. 

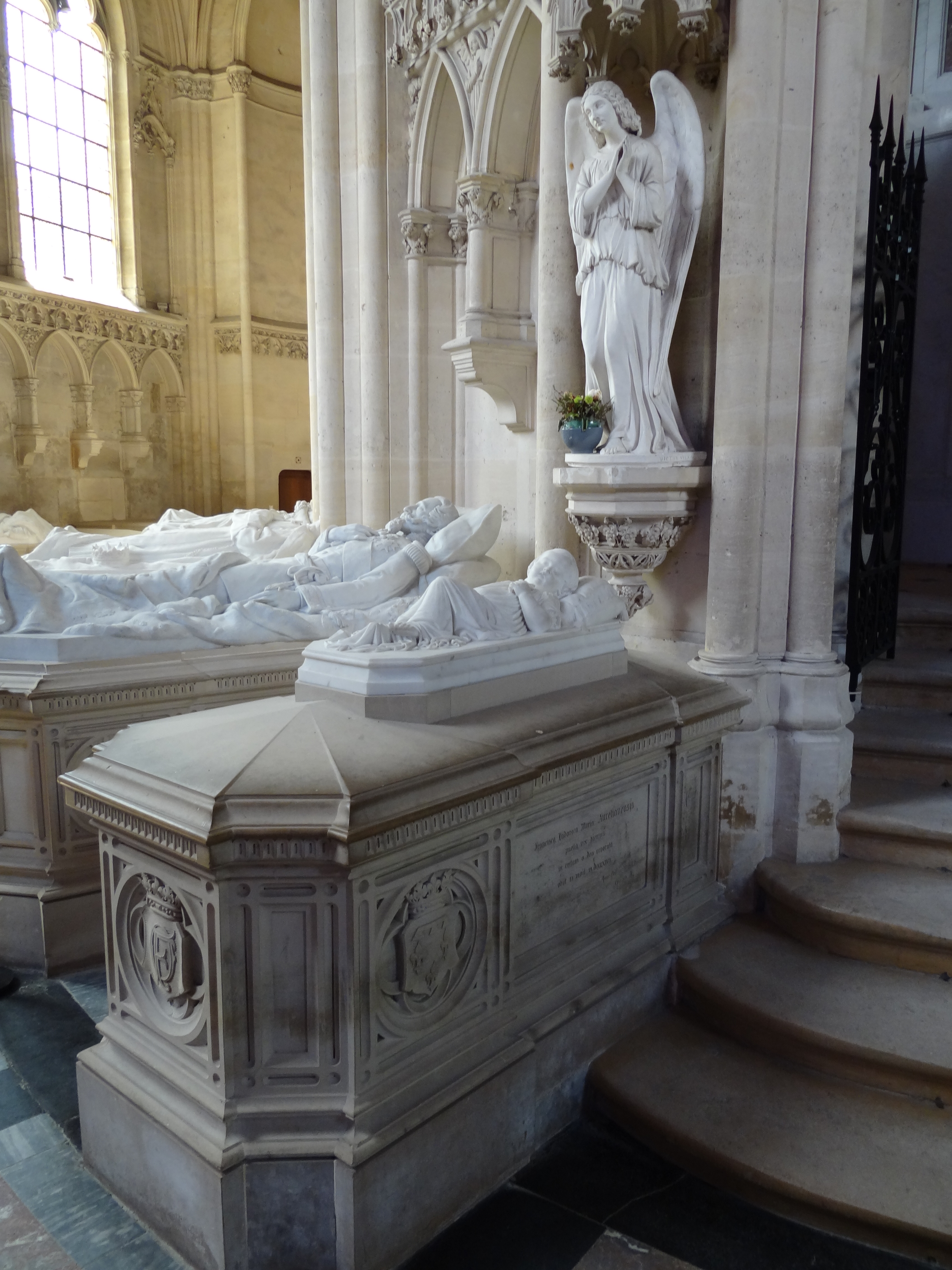
Tombeau de Françoise d'Orléans (1816-1818).

Venue au monde prématurément, un mois avant terme, elle est d'une santé fragile. Lorsque ses parents reviennent en France, la santé de Françoise décline : toux, fièvre et amaigrissement.  Elle meurt au château de Neuilly à l’âge de deux ans en 1818. Son corps est ensuite déposé à la chapelle du Palais-Royal de Paris, résidence officielle de ses parents. 
Françoise d'Orléans est inhumée à la chapelle royale de Dreux alors en construction, . Elle y est définitivement inhumée dans le déambulatoire Sud, en 1844, tandis que son gisant, réalisé par James Pradier, et taillé dans le marbre par Poggi, est érigé en 1847, concomitamment à celui exécuté pour son frère Charles, duc de Penthièvre, lui aussi mort prématurément.